# هاپوتاله
هاپوتاله (به لاتین: Haputale) یک شهرک در سری‌لانکا است که در استان یووا قرار دارد.

## نگارخانه

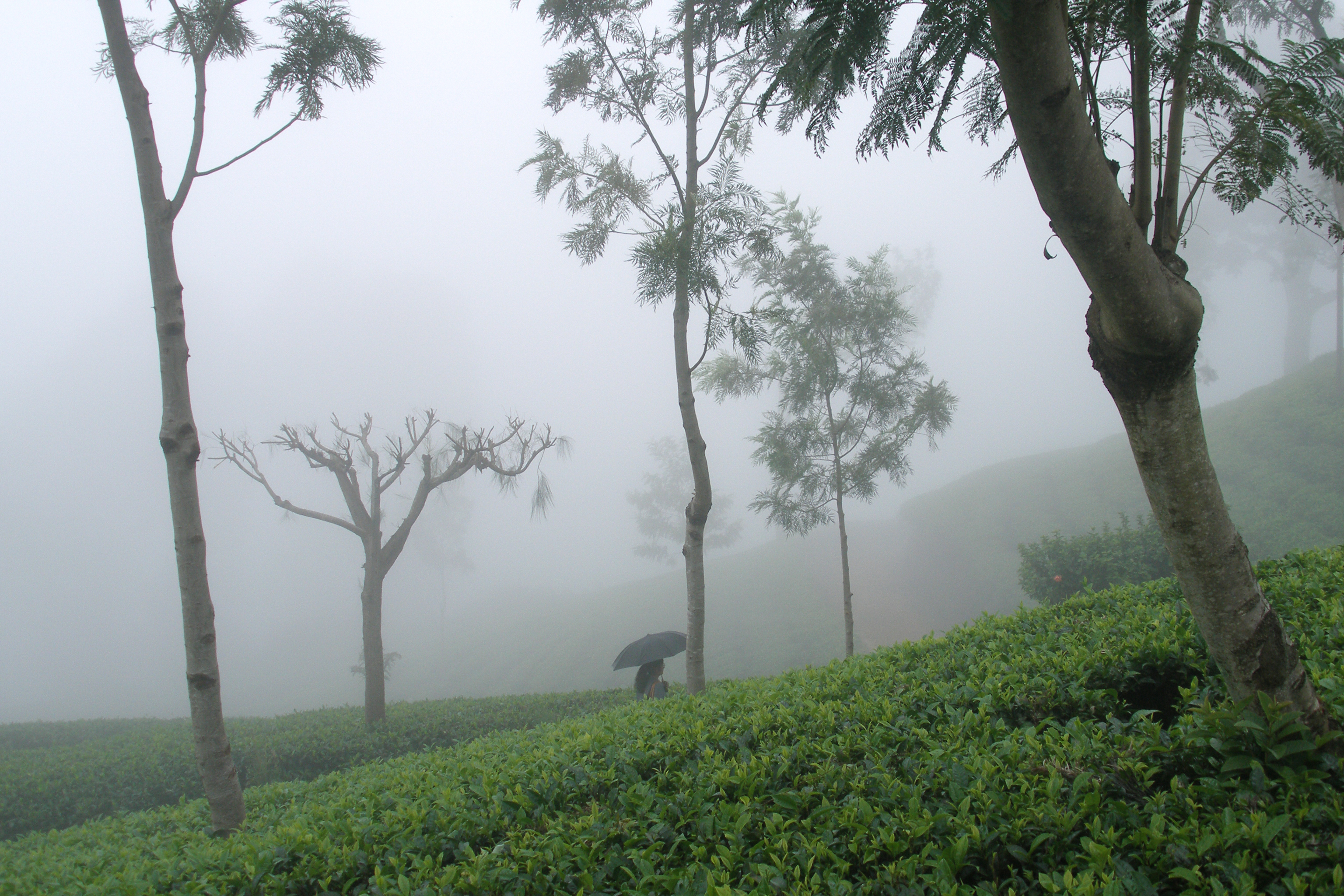
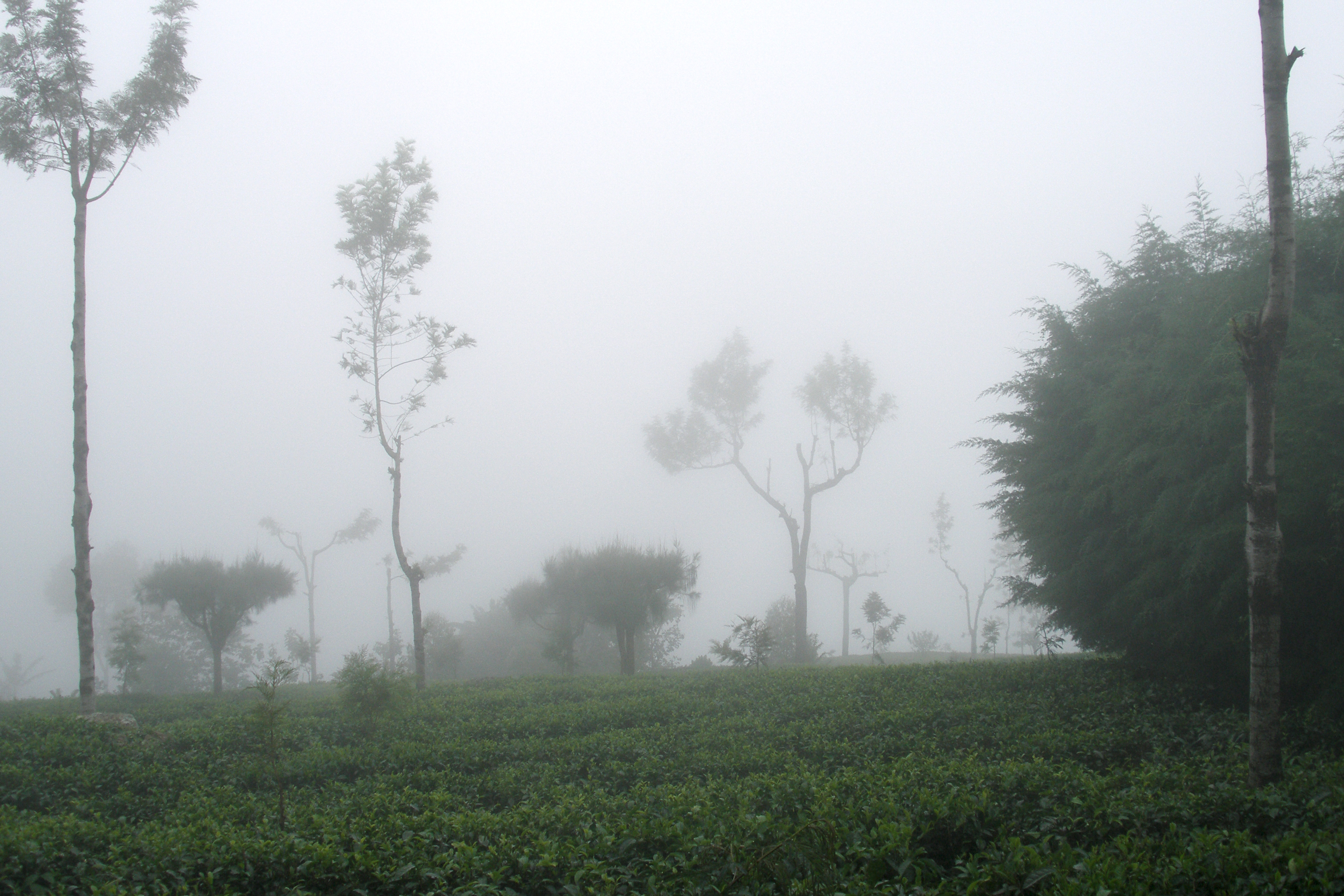
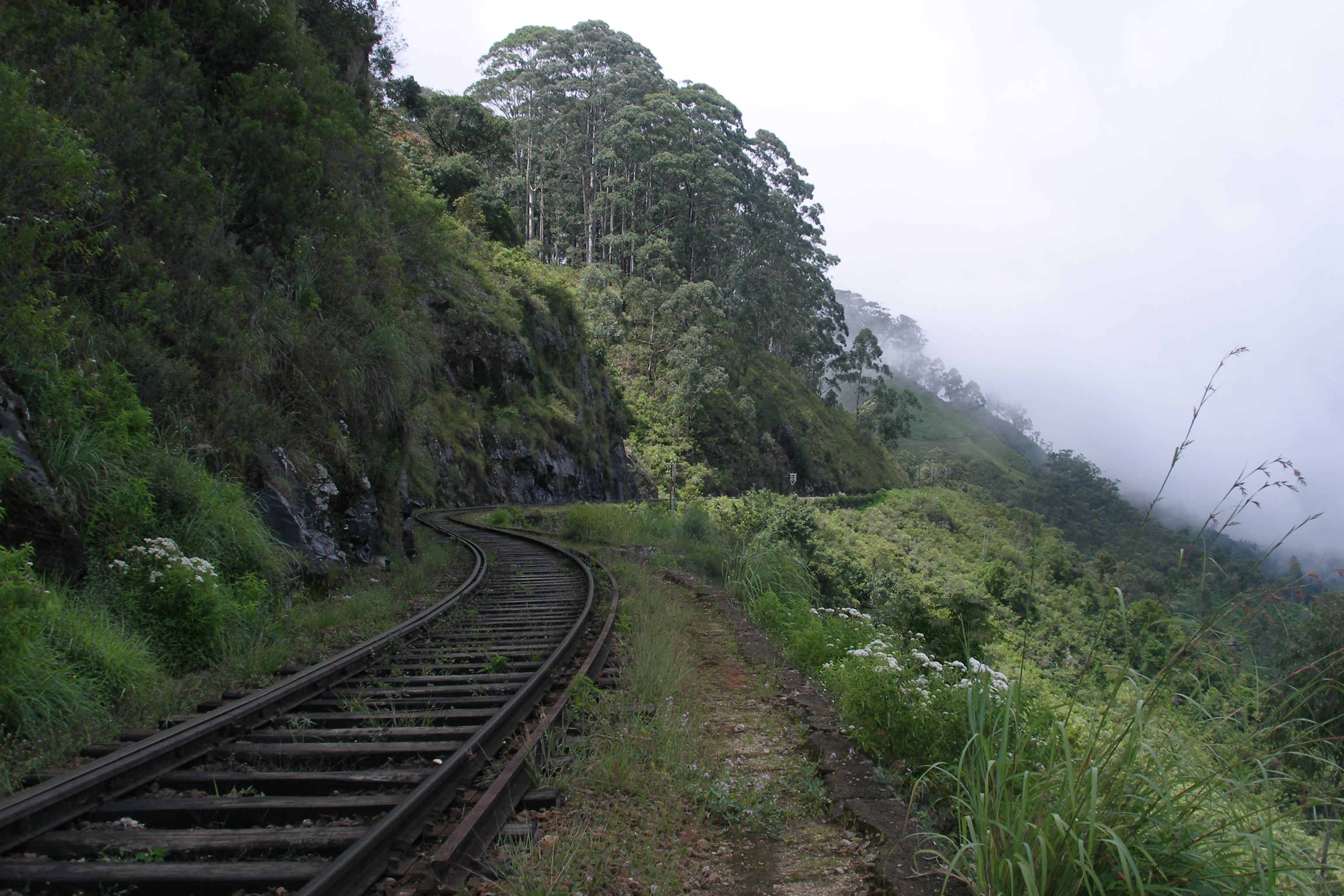
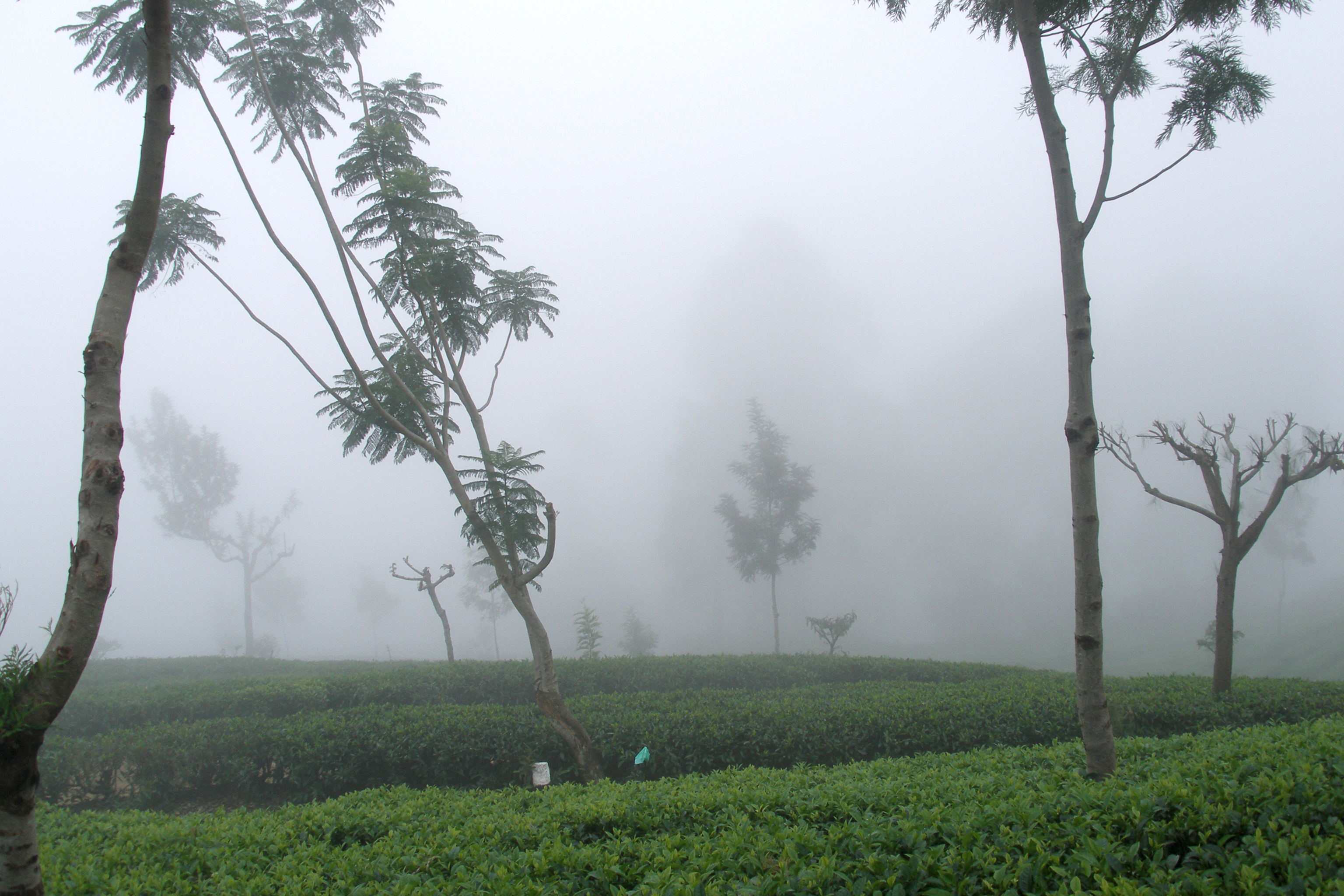
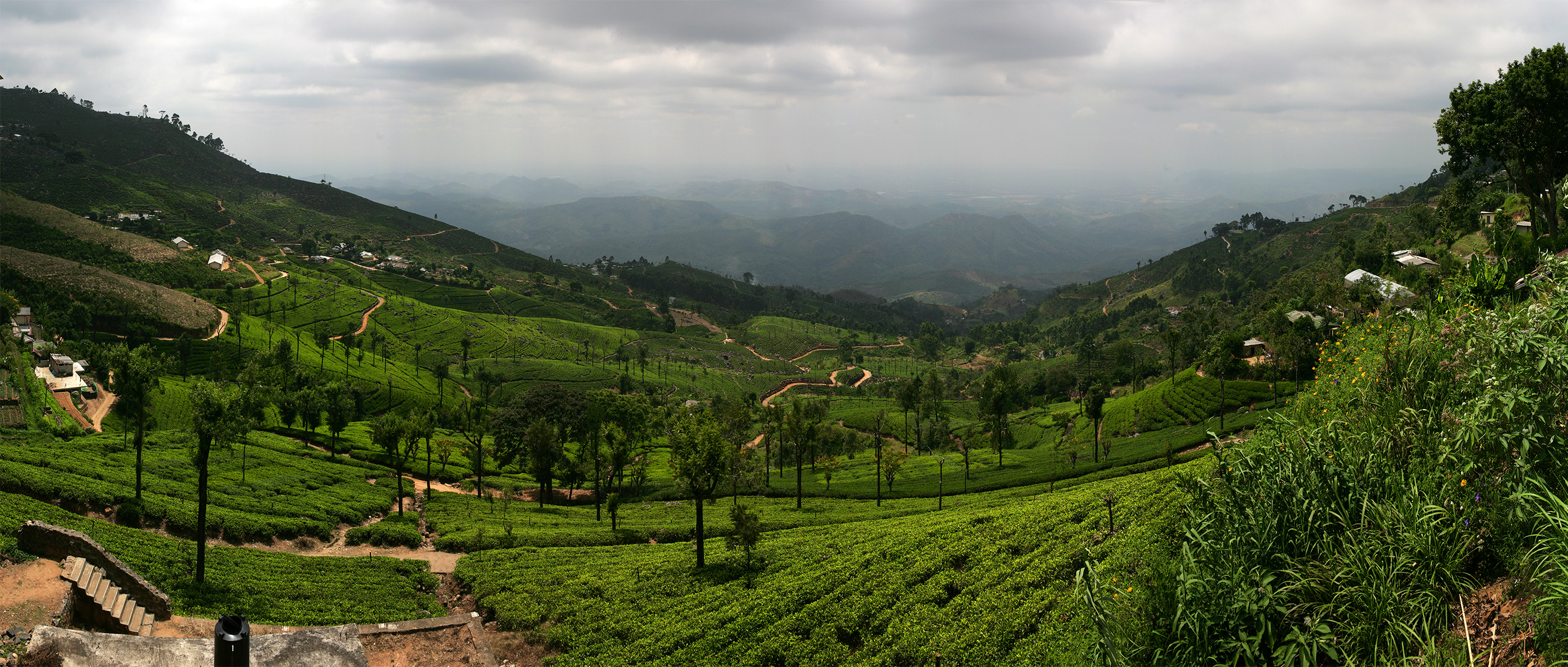
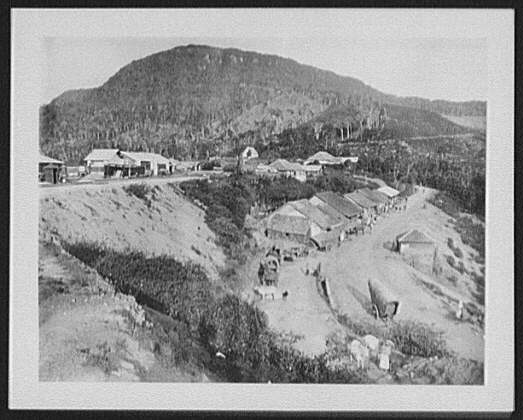